# Александрина Мекленбург-Шверинская
Александрина Августа Мекленбург-Шверинская (нем. Alexandrine Auguste von Mecklenburg-Schwerin; 24 декабря 1879[…], Шверин, Мекленбург-Шверин, Германская империя — 28 декабря 1952[…], Гентофте, Копенгаген, Дания) — герцогиня Мекленбург-Шверинская, жена Кристиана X, королева Дании в 1912—1947 годах.

## Биография

### Ранние годы
Александрина Августа родилась в канун Рождества, 24 декабря 1879 года в Шверине во время правления своего деда Великого герцога Меленбург-Шверинского Фридриха Франца II. Девочка стала первенцем в семье наследного принца Фридриха Франца Пауля и его жены Великой княжны Анастасии Михайловны, дочери Великого князя Михаила Николаевича и Ольги Федоровны, принцессы Баденской. Таким образом, Александрина приходилась правнучкой императору Николаю I. Девочка появилась на свет через одиннадцать месяцев после свадьбы родителей в Петербурге.
Резиденцией семьи в Шверине был Мариендворец. Однако, из-за слабого здоровья отца, жили они преимущественно в Швейцарии или на юге Франции. Обычными местами проживания были побережья Женевского озера, Палермо, Баден-Баден и Канны.

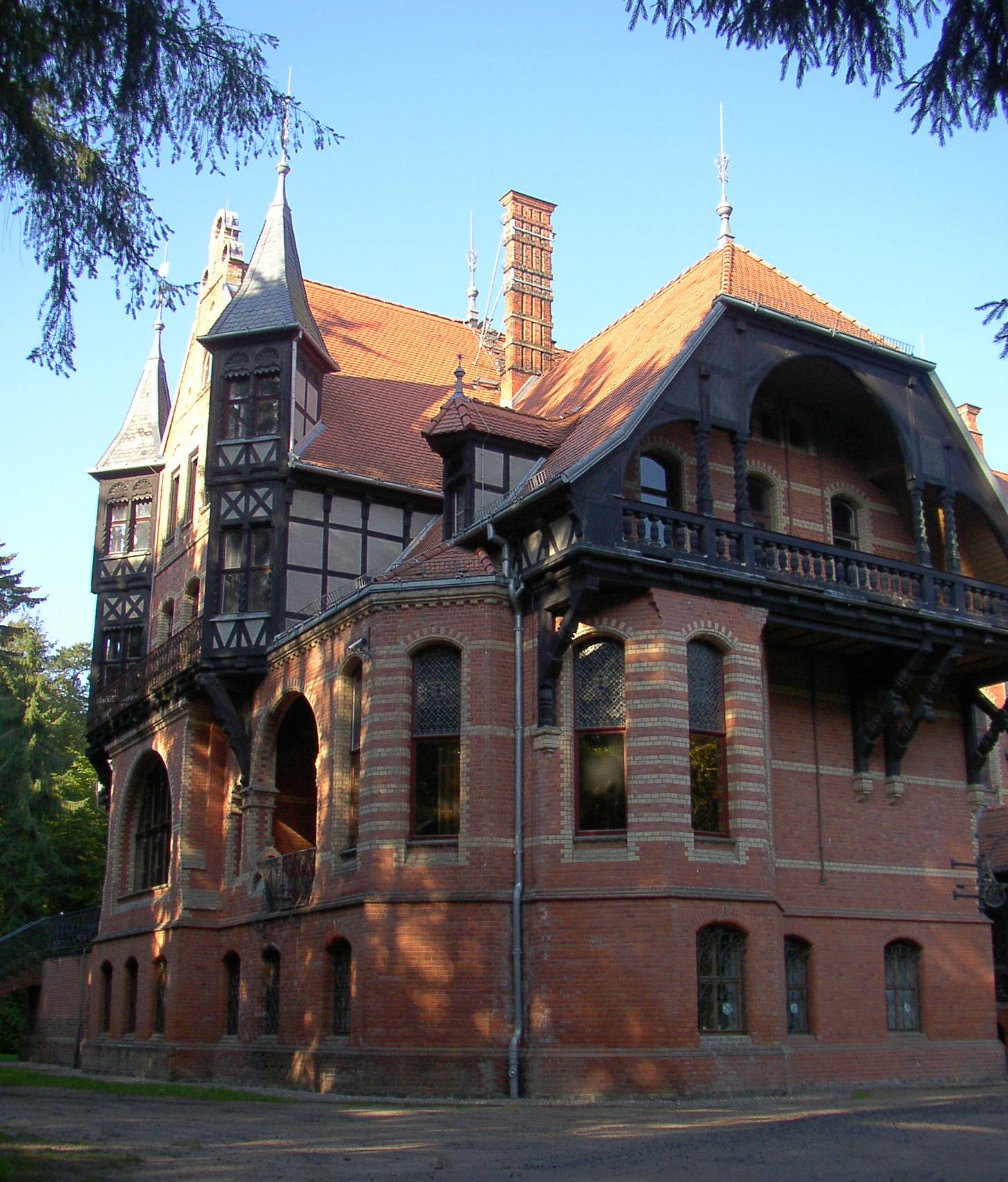
Замок в Гельбензанде, летняя резиденция семьи

Когда Фридрих Франц в 1883 году унаследовал престол, семья должна была пять месяцев проводить в великом герцогстве. Новой резиденцией стал Шверинский замок. А в 1886 году был построен летний домик в Гельбензанде. Именно там Анастасия с детьми, которых стало уже трое, проводила большую часть времени. Они посещали местное население, проводили время на пляже или гуляли по лесу. В 1889 году была построена вилла Венден в Каннах, где семья начала проводить зимнее время с ноября до мая.
Дети воспитывались в простой обстановке, однако получили всестороннее образование. Мать предоставляла им больше свободы, чем имела сама в детском возрасте, и установила с ними близкие дружеские отношения. Общалась с ними, в основном, на английском.
Александрина, кроме немецкого и русского, родных языков родителей, также хорошо говорила на французском и английском. Она росла музыкальным ребёнком и стала хорошей пианисткой. Спорт также сыграл большую роль в её развитии: принцесса играла в гольф, теннис, занималась греблей и парусным спортом.
Зимой 1897 года здоровье Фридриха Франца ухудшилось. Семья весной переехала в Грасс, надеясь на улучшения. В это время состоялась помолвка Александрины с датским принцем Кристианом, старшим сыном будущего короля Фредерика VIII и Ловисы Шведской.
За несколько недель, вернувшись на виллу Венден, отец Александрины таинственно погиб при загадочных обстоятельствах. Согласно официальным сведениям, он упал с балкона.
После окончания траура в июле 1897 года Анастасия с Александриной уехали в Данию, где встретились с семьёй кронпринца. По настоянию Анастасии Михайловны свадьба состоялась в следующем году на вилле Венден.

### Брак и дети
В возрасте 18 лет принцесса Александрина вышла замуж за 27-летнего принца Кристиана Датского, старшего сына кронпринца Фредерика и Ловисы Шведской. Супруги состояли в дальнем родстве, будучи братом и сестрой в четвёртом и пятом колене. Их общими предками были прусские короли Фридрих Вильгельм II и Фридрих Вильгельм III.
Свадьба состоялась на Лазурном берегу, вблизи Канн, в имении, принадлежавшем матери невесты. Дед жениха, король Кристиан IX, подарил супругам в качестве резиденции дворец Амалиенборг. Летним домом семьи стал замок Соргенфри, где и родились оба сына супругов:
- Фредерик (1899—1972) — позже король Фредерик IX, женат на принцессе Ингрид Шведской, имел троих дочерей:
  - Маргрете (род. 1940) — Королева Дании с 1972 до 2024 года, супруга графа Анри де Лаборд де Монпеза, имеют двоих сыновей;
  - Бенедикта (род. 1944) — княгиня Сайн-Витгенштейн-Берлебургская, супруга 6-го князя Ричарда Сайн-Витгенштейн-Берлебургского, трое детей;
  - Анна Мария (род. 1946) — королева Греции в 1964—1973 годах, супруга короля Константина II, пятеро детей;
- Кнуд (1900—1976) — был женат на принцессе Каролине Матильде Датской, имел троих детей:
  - Елизавета (1935—2018) — замужем не была, детей не имела;
  - Ингольф (род. 1940) — заключил морганатический брак и получил титул графа Розенборга.
  - Кристиан (1942—2013) — заключил морганатический брак и получил титул графа Розенборга.

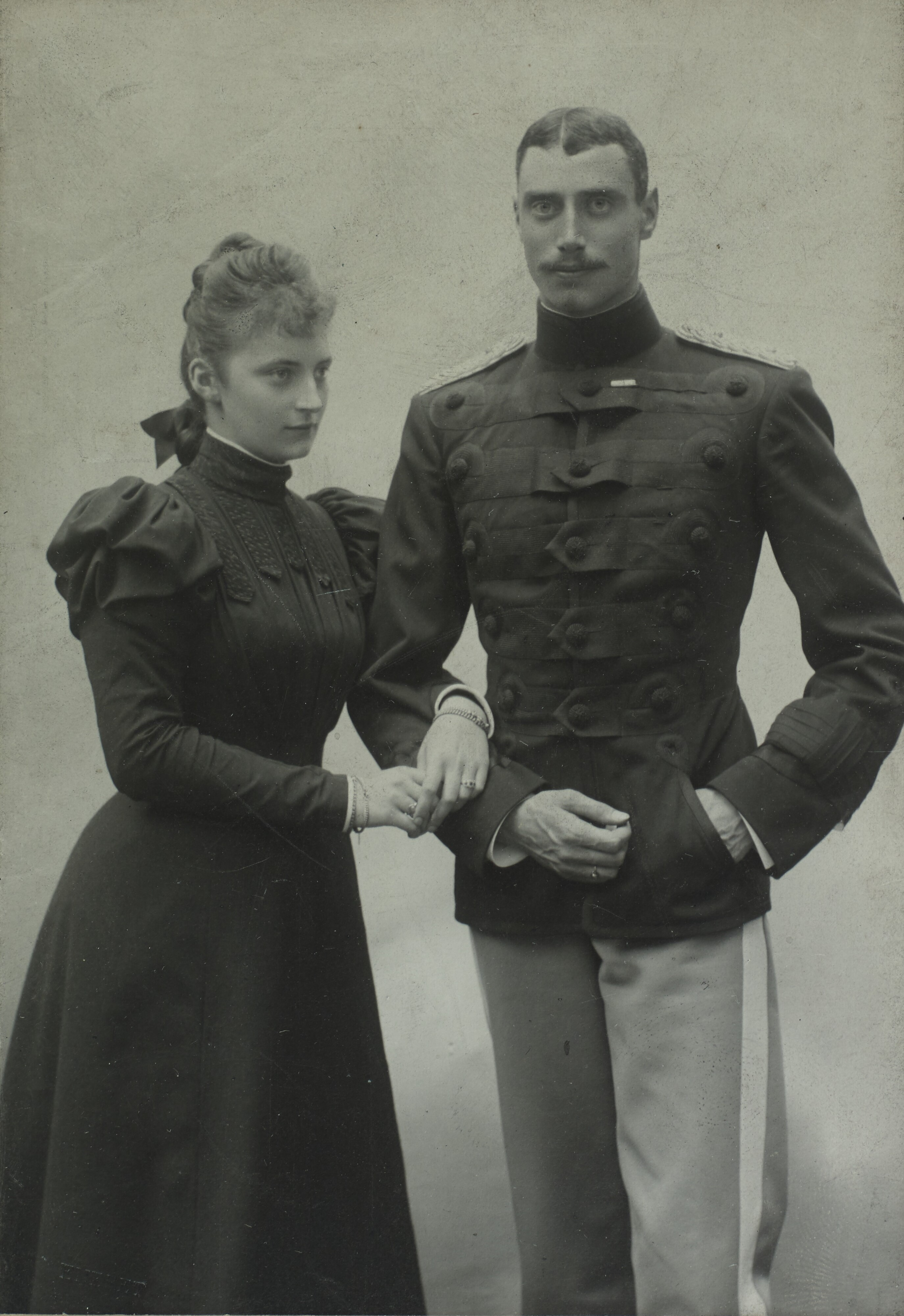
Александрина вместе с мужем.

В 1902 году завершилось строительство замка Марселесборг в Орхусе, который стал подарком паре от датского народа.
В 1906 году престол Дании занял отец Кристиана, а супруги стали наследной парой. Считается, что Александрина в то время не имела никакой политической роли, однако её описывали как женщину, которая верно поддерживает своего мужа.

### Королева
14 мая 1912 года, возвращаясь с женой и четырьмя детьми из Ниццы в Копенгаген, Фредерик VIII умер в Гамбурге от сердечного приступа. Кристиан стал королём Дании под именем Кристиана X. Александрине было 32 года, когда она стала королевой.
Через два года началась Первая мировая война. Дания в ней придерживалась политики нейтралитета. По инициативе королевы были основаны «Центральный комитет королевы 1914 года» для поддержки бедных семей и в 1917 году фонд, который должен обеспечивать поддержку служащих военно-морского флота. В частности, лиц, которые при исполнении служебных обязанностей потеряли здоровье или получили инвалидность. Впоследствии этот фонд был объединён с фондом Георга под названием «Морской фонд королевы Александрины и короля Георга».
В 1918 году королева пережила испанку.

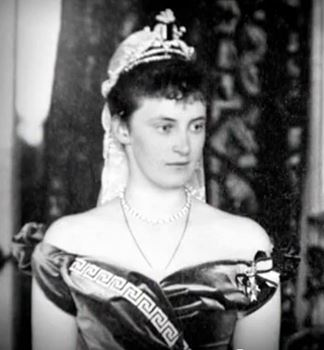
Королева Александрина.

В полной мере Александрина выполняла и представительскую роль. Вместе с мужем она посетила все датские земли, а также заморские территории: Гренландию, Исландию и Фарерские острова. До этого времени проводился ежегодный тур датской королевской семьи на яхте «Даннеброг», построенной для Александрины и Кристиана.
Ещё одним направлением деятельности королевы была благотворительность. После смерти в 1926 году вдовствующей королевы Ловисы Александрина взяла на себя протекторат над многочисленными благотворительными заведениями. Известная рукодельница, она отдавала свои работы на благотворительные цели.
Как поклонница музыки, покровительствовала Музыкальному обществу Копенгагена и Датскому обществу Рихарда Вагнера.
Любила играть в гольф и заниматься фотографией.
Праздники королевская чета часто проводила в Каннах или посещала другие европейские королевские дома, где супруги имели многочисленные семейные связи.
Во время немецкой оккупации страны в годы Второй мировой войны королевская семья стала национальным символом борьбы. Александрина, будучи немкой по происхождению, выразила полную поддержку Дании. В связи с этим население относилось к королеве с особой теплотой.
Отмечалось, что, хотя Александрина и была застенчива и не любила официальные церемонии, она имела острый интеллект и, вместе с невесткой Ингрид, всячески поддерживала монарха и вдохновляла правящий дом на сопротивление оккупантам.
Антифашист Кай Мунк так выразил общественную оценку отношению народа к Александрине в то время: «Защитим нашу королеву, единственную немку, которую мы бы хотели сохранить!».

### Последние годы

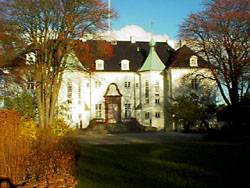
Дворец Марселисборг, где Александрина провела последние годы жизни.

20 апреля 1947 года Кристиан X ушёл из жизни в возрасте 76 лет. Престол унаследовал их сын Фредерик.
Александрина после этого большую часть времени проводила во дворце Марселинберг в Орхусе. К ней продолжали обращаться как к королеве Александрине, а не как к вдовствующей королеве.
Ушла из жизни в Хосписе Фонда Святого Луки в Хеллерупе 28 декабря 1952 года в возрасте 73 лет, пережив мужа на пять лет. Похоронили королеву рядом с ним в соборе Роскилле.

## Награды
- — Дама Ордена Слона (1912).
- — Дама Ордена Данеброга (1948).
- — Дама Ордена Исландского Сокола.
- — Дама Ордена Королевы Марии Луизы (1929).
- Дама Королевского семейного Ордена Фредерика IX.

## Титулы
- 1879—1898: Её Высочество герцогиня Мекленбург-Шверинская
- 1898—1906: Её Королевское Высочество Принцесса Датская
- 1906—1912: Её Королевское Высочество Кронпринцесса Датская
- 1912—1947: Её Величество Королева Дании
- 1947—1952: Её Величество Королева Александрина